# José Luis Martín Palacín
José Luis Martín Palacín (Cilleros (Cáceres), 1944) es un filósofo y analista político español. Trabajó en cargos directivos de varias instituciones públicas desde 1979 hasta 1991, fue Subsecretario de Interior y desempeñó otros altos cargos en el Gobierno de España y después en consultoría internacional. Desde febrero de 2021 dirige la sección Claves de China en el periódico global Mundiario.

## Trayectoria
Martín Palacín estudió el bachillerato en Madrid, en el Instituto Ramiro de Maeztu, ingresando en la Compañía de Jesús en octubre de 1962 estudió filosofía en la Universidad Pontificia de Comillas entre 1964 y 1969, realizando su tesis sobre Herbert Marcuse.
En noviembre de 1965 comenzó a colaborar con la entonces clandestina Comisiones Obreras. En 1968 se fue a vivir a El Pozo del Tío Raimundo, en Madrid, al lado del Padre Llanos. A principios de 1970 abandonó la Compañía de Jesús, pero siguió viviendo en El Pozo del Tío Raimundo. Trabajó en el movimiento ciudadano de Madrid, y fue cofundador y vicepresidente de la Federación Provincial de Asociaciones de Vecinos de Madrid. En 1971 fue cofundador y director de la editorial Miguel Castellote Editor. Y desde 1972 hasta 1979 trabajó en las revistas de pensamiento y cultura Mundo Social, Ozono y Argumentos. Miembro de la organización Bandera Roja, entró con ésta en el Partido Comunista de España en diciembre de 1974. Fue expulsado de dicho partido en enero de 1982, junto con el resto del grupo de los llamados "renovadores". En 1982 contribuyó -siendo su gerente- a la creación de la empresa municipal de Transportes de Valladolid (AUVASA). Durante más de 10 años trabajó en diferentes instituciones de la administración pública como el Ayuntamiento de Madrid en calidad de concejal en el primer ayuntamiento democrático, la Dirección General de Tráfico (DGT) como director general, como subsecretario del Ministerio de Interior y como secretario general de Comunicaciones. Como tal, fue presidente de Caja Postal de Ahorros, y el primer presidente de Hispasat, en comunicaciones fue secretario general, y en calidad de tal intervino en la Caja Postal de Ahorros, o Hispasat entre otras. A partir de 1991 pasó del sector público a trabajar como consultor internacional y en la empresa Acción Global para países como China, Marruecos, Canadá o Colombia u otras asesorías de gestión entre países, desde su sede en Madrid o Santiago de Compostela y La Coruña en Galicia.
Escribe artículos en diferentes medios de comunicación desde 1991 en que comenzó en Diario 16. Sus colaboraciones con el Xornal de Galicia, donde fue columnista, se desarrollaron en varias actividades, publicó artículos críticos y de temas mediáticos, y además participó en debates organizados en redacción del periódico para entrevistar a grandes personalidades. Sus artículos críticos son origen de debates analíticos en diferentes medios como el artículo que escribió sobre el juez Baltasar Garzón en su proceso judicial. Desde su experiencia de trabajo en la administración y como asesor internacional escribe artículos de opinión publicados en diarios digitales como  sobre la libertad de expresión en los proyectos de Estado de los partidos políticos. Analiza la transición española, los pactos políticos del centro izquierda, con una visión cosmopolita y crítica, promoviendo el impulso de una sociedad comprometida con los valores democráticos.
Cofunda y Colabora con Galicia Debate que es un grupo abierto de diálogos colaborativos que nace en Santiago de Compostela y después inicia su actividad en A Coruña y en Lugo, y es analista político en el periódico Mundiario y en Nueva Tribuna. En Mundiario es adjunto al editor, coordina la edición Galicia de este periódico y, desde 2020 la sección diaria de Claves de China.
Promueve la creación de la Asociación Cuarto Mundo, de la que fue nombrado presidente, y que fue constituida el 17 de marzo de 2023. En ella participan, entre otros, Unions Agrarias, La Universidad de La Coruña, la Universidad de Santiago, la Federación de Asociacions de Mulleres Rurais, la Sociedade Galega de Pastos e Forraxes, el Centro Tecnológico Gradiant, Asociación Galega de Artesans… El objeto de Cuarto Mundo es diseñar y fomentar proyectos para abordar conjuntamente el problema de la marginación y de la despoblación, con la puesta en valor de los recursos existentes en los territorios despoblados, creando empleo y potenciando la formación de personas al borde de la marginación para que ocupen los puestos de trabajo que se creen, instalándose en las áreas despobladas. 
Es cofundador y socio de la Asociación Defiéndete en Derecho, que tiene por objeto la defensa del Estado de Derecho frente a arbitrariedades de todo tipo que puedan deteriorar o atacar su correcto desenvolvimiento.

## Artículos seleccionados
- 2019 ¿Un gobierno de centro-izquierda?[11]
- 2020 Nada es gratuito ni fortuito[15]
- 2020 Carta abierta a Felipe González[16]
- 2021 Un arriesgado proyecto de Estado[17]

- 2021 McArthur resucita en Taiwan[18]